# Antocha sparsipunctata
Antocha sparsipunctata är en tvåvingeart som beskrevs av Alexander 1936. Antocha sparsipunctata ingår i släktet Antocha och familjen småharkrankar. Inga underarter finns listade i Catalogue of Life.